# Championnat des îles Caïmans de football 2020-2021
Navigation
Édition précédente Édition suivante
La saison 2020-2021 du Championnat des îles Caïmans de football est la quarante-deuxième édition de la CIFA National Premier League, le championnat de première division aux Îles Caïmans. Les dix meilleures équipes de l'île sont regroupées au sein d’une poule unique.
L'Alliance FC et le North Side SC sont relégués à l'issue de la saison précédente et la ligue revient donc à dix équipes. Le Scholars International remporte cette édition après avoir laissé son titre à Bodden Town en 2020.

## Les équipes participantes
| \| George Town : Academy SC George Town SC Latinos FC Roma United Sunset FC West Bay : Elite SC Future SC Scholars International George Town West Bay Bodden Town East End United \| Localisation des équipes engagées. |
| George Town : Academy SC George Town SC Latinos FC Roma United Sunset FC West Bay : Elite SC Future SC Scholars International George Town West Bay Bodden Town East End United                                          |

| Club                   | Classement 2019-2020 | Ville       | Stade                      |
| ---------------------- | -------------------- | ----------- | -------------------------- |
| Bodden Town            | Champion             | Bodden Town | Haig Bodden Stadium        |
| Scholars International | 2e                   | West Bay    | Ed Bush Stadium            |
| Elite SC               | 3e                   | West Bay    |                            |
| Academy SC             | 4e                   | George Town | Academy Sports Field       |
| Latinos FC             | 5e                   | George Town |                            |
| Sunset FC              | 6e                   | George Town | T.E. McField Sports Centre |
| Future SC              | 7e                   | West Bay    |                            |
| Roma United            | 8e                   | George Town |                            |
| George Town SC         | 9e                   | George Town | T.E. McField Sports Centre |
| East End United        | 10e                  | East End    | Donovan Rankine Stadium    |

Légende des couleurs
- Champion

## Compétition
Le barème utilisé pour établir le classement est le suivant :
- Victoire : 3 points
- Match nul : 1 point
- Défaite : 0 point

### Classement[1]
| Rang | Équipe                 | Pts | J  | G  | N | P  | Bp | Bc | Diff |
| ---- | ---------------------- | --- | -- | -- | - | -- | -- | -- | ---- |
| 1    | Scholars International | 45  | 18 | 14 | 3 | 1  | 51 | 7  | +44  |
| 2    | Bodden Town T          | 35  | 18 | 10 | 5 | 3  | 25 | 17 | +8   |
| 3    | Future SC              | 32  | 18 | 9  | 5 | 4  | 32 | 26 | +6   |
| 4    | Academy SC             | 30  | 18 | 9  | 3 | 6  | 33 | 23 | +10  |
| 5    | Latinos FC             | 29  | 18 | 9  | 2 | 7  | 26 | 24 | +2   |
| 6    | Elite SC               | 29  | 18 | 8  | 5 | 5  | 22 | 23 | -1   |
| 7    | East End United        | 21  | 18 | 6  | 3 | 9  | 23 | 32 | -9   |
| 8    | George Town SC         | 18  | 18 | 5  | 3 | 10 | 14 | 25 | -11  |
| 9    | Sunset FC              | 10  | 18 | 3  | 1 | 14 | 18 | 37 | -19  |
| 10   | Roma United            | 6   | 18 | 2  | 0 | 16 | 17 | 47 | -30  |

|  | Champion                |
|  | Relégué en Division One |
|  | T : Tenant du titre     |

## Bilan de la saison
| Championnat des îles Caïmans de football 2020-2021 |                                    |
| Champion                                           | Scholars International (13e titre) |
| Dauphin                                            | Bodden Town                        |
| Coupes et trophées                                 |                                    |
| Vainqueur de la Coupe des îles Caïmans 2020-2021   | Latinos FC                         |
| Qualifications continentales                       |                                    |
| Promotions et relégations                          |                                    |
| Promus en CIFA National Premier League             | Alliance FC                        |
| Relégués en Division One                           | Roma United                        |